# Saint-Dizier Basket
El Saint-Dizier Basket es un equipo de baloncesto francés con sede en la ciudad de Saint-Dizier, que compite en categorías regionales. Disputa sus partidos en el Gymnase Anne Franck.

## Posiciones en liga
- 2012 - (NM3)
- 2013 - (12-NM2)
- 2014 - (14-NM2)